# Garthius chaseni
Garthius chaseni là một loài rắn trong họ Rắn lục. Loài này được Smith mô tả khoa học đầu tiên năm 1931.